# Hartmuth Pfeil
Hartmuth Pfeil (* 13. Februar 1893 in Höchst am Main; † 4. Juni 1962 in Darmstadt) war ein deutscher Grafiker und Zeichner.

## Leben und Wirken
Pfeil kam 1893 in Höchst am Main zur Welt. Die Familie Pfeil zog 1907 nach Darmstadt. Da der junge Pfeil schon als Kind künstlerisches Talent bewies, schickte man ihn mit 15 Jahren in die Kunstschule von Adolph Beyer. Es folgte von 1914 bis 1918 die Kunstgewerbeschule in München. Nach seiner Rückkehr aus dem Ersten Weltkrieg machte sich Pfeil als Werbegrafiker selbstständig. 1927 war er Lehrer an der Kunstgewerbeschule in Frankfurt am Main. Von 1944 bis 1949 fand der Ausgebombte, der im Krieg einen Großteil seiner Werke verloren hatte, in Groß-Umstadt Arbeit und Unterkunft.
Der aktive Bürger und Chronist Pfeil hat wie kein anderer Darmstädter Künstler das Leben vor allem in der Nachkriegszeit in Darmstadt karikiert. Der Lulatsch Pimm, im viel zu großen, geflickten Anzug, der mit seinem Hund Butzje durch die Trümmerstadt Darmstadt zog und trotz knurrenden Magens seinen Optimismus nicht verlor, gehört bis heute zu den bekanntesten Figuren des Künstlers.
Große Popularität erlangte Pfeil aber auch durch seine Illustrationen der „Sunndags-Noochmiddags-Betrachtunge“ (Sonntags-Nachmittags-Betrachtungen) des Bienche Bimbernell von Robert Schneider im Darmstädter Tagblatt.
Als Ehrenpräsident und Mitglied der Darmstädter Karnevalsgesellschaft Narrhalla gestaltete er viele Jahre lang die komplette Werbung für die Karnevalsgesellschaft.
Pfeil war der erste Heinerfest-Illustrator und entwarf bis zu seinem Tod Festplakate und -programme.
Daneben gehörte Pfeil einer weiteren Darmstädter Institution seit ihrer Gründung an: der „Hessischen Spielgemeinschaft“, für die er eine Reihe von Bühnendekorationen entwarf.
Hartmuth Pfeil hatte viele renommierte Auftraggeber.
Hartmuth Pfeil wurde auf dem Darmstädter Waldfriedhof (Grabstelle: R 2a 106) bestattet.

## Ehrungen
- Im Jahr 1958 wurde Pfeil mit der „Bronzenen Verdienstplakette“ der Stadt Darmstadt ausgezeichnet.
- 1963 wurde in Darmstadt-Eberstadt ein Weg nach ihm benannt.